# 보비 에드너
보비 에드너(Bobby Edner, 1988년 10월 5일 ~ )는 미국의 배우, 가수이다.

## 출연 작품

### 영화
- 맨 인 화이트 (1998, National Lampoon's Men in White)
- 뮤즈 (1999, The Muse)
- 에이리언 대학살 (2001)
- 헤이 아놀드 - 극장판 (2002) - 목소리
- 정글북 2 (2003) - 목소리
- 스파이 키드 3D: 게임 오버 (2003)
- Haunted Lighthouse (2003) - 단편
- 붉은 돼지 (2005) - 영어 더빙
- Welcome to Paradise (2006)

### 텔레비전
- SOS 해상 구조대 (1998)